# Spinoliella rufiventris
Spinoliella rufiventris là một loài Hymenoptera trong họ Andrenidae. Loài này được Toro & Ruz mô tả khoa học năm 1972.